# اليونان العتيقة
اليونان العتيقة هي تلك الفترة من تاريخ اليونان الممتدة ما بين القرن الثامن ق.م. حتى الغزو الفارسي الثاني لليونان عام 480 ق.م.، تالية لعصور اليونان المظلمة ومتبوعة بالفترة الكلاسيكية. استقر الإغريق في الفترة العتيقة بين البحر المتوسط والبحر الأسود، من مارسيليا غربًا وحتى طرابيزوس (طرابزون) شرقًا؛ وبنهاية الفترة العتيقة، كانوا جزءًا من شبكة التجارة التي امتدت عبر كامل البحر المتوسط.
بدأت الفترة العتيقة بزيادة هائلة في عدد السكان الإغريق وسلسلة من التغيرات الهامة التي جعلت الأراضي اليونانية في نهاية القرن الثامن يصعب التعرف عليها تمامًا مقارنةً ببدايته. وفقًا لأنتوني سنودغراس، حُدَّت الفترة العتيقة بثورتين في الأراضي اليونانية، إذ بدأت ب «ثورة هيكلية» رسمت الخريطة السياسية للأراضي اليونانية وأنشأت البوليس، المدينة - الدولة اليونانية المميزة، وانتهت بالثورة الفكرية للفترة الكلاسيكية.
شهدت الفترة العتيقة تطورات في السياسات، والاقتصاد، والعلاقات الدولية، والأعمال الحربية، والثقافة الإغريقية. ووضعت الأساس للفترة الكلاسيكية، سياسيًا وثقافيًا. كان في الفترة العتيقة أن أُنشأت الأبجدية الإغريقية، وأُلف أول أدب يوناني باقٍ، وبدأ نحت التماثيل التذكارية والخزف ذو الرسوم الحمراء في اليونان، وأصبح الهوبليت قلب (القوة الرئيسية في) الجيوش الإغريقية.
في أثينا، طبقت أولى النظم الديمقراطية في عهد سولون، وحولت إصلاحات كليسثنيس في نهاية الفترة العتيقة الديمقراطية الأثينية إلى ماكانت عليه خلال الفترة الكلاسيكية. في أسبرطة، طبقت العديد من النظم التي تنسب إلى إصلاحات ليكرجوس خلال الفترة العتيقة، وخضعت منطقة مسينيا لسيطرة الاسبرطيين، وظهرت طبقة الهيلوتس (العبيد)، وأسس الاتحاد البيلوبونيزي، الذي جعل اسبرطة قوة مهيمنة في اليونان.

## التأريخ
كلمة "archaic" مشتقة من الكلمة اليونانية archaios، والتي تعني «القديمة» أو «العتيقة» وتشير إلى فترة في التاريخ اليوناني القديم قبل الفترة الكلاسيكية. أعتبر عادةً أن الفترة العتيقة قد استمرت من بداية القرن الثامن ق.م. وحتى بداية القرن الخامس ق.م.، بتأسيس الألعاب الأولمبية عام 776 ق.م. والغزو الفارسي الثاني لليونان عام 480 ق.م. كتواريخ البداية والنهاية الافتراضية. لطالما اعتبرت الفترة العتيقة أقل أهمية وإثارة تاريخية من الفترة الكلاسيكية، ودُرست بشكل أساسي كمقدمة لها. ومع ذلك ففي الآونة الأخيرة، أصبحت اليونان العتيقة تُدرس لإنجازاتها الخاصة. مع إعادة تقييم أهمية الفترة العتيقة، اعترض بعض الباحثين على مصطلح «العتيقة» بسبب دلالاته في اللغة الإنجليزية بأنها بدائية ومتخلفة. رغم ذلك، لم يكتسب أيٌ من المصطلحات التي اقترحت كبديل له انتشارًا واسع النطاق، لذا فإن المصطلح لا يزال قيد الاستخدام.
تأتي الكثير من الأدلة حول الفترة الكلاسيكية لليونان القديمة من التواريخ المكتوبة، مثل تاريخ ثوسيديدس عن حرب بيلوبونيز. على النقيض من ذلك، لم تبق مثل هذا الأدلة من الفترة العتيقة. إذ تأتي الروايات الباقية المعاصرة للحياة في تلك الفترة مكتوبةً في قالبٍ شعري. تشمل المصادر المكتوبة الأخرى من الفترة العتيقة أدلة النقائش، بما في ذلك أجزاء من مجموعات القوانين، والنقوش على القرابين والإبيجرامات (الحكم) المنقوشة على القبور. ومع ذلك، لم تكن أي من هذه الأدلة بنفس الكميات الناجية من الفترة الكلاسيكية. ما ينقص من الأدلة المكتوبة، رغم ذلك، يُعوض بالأدلة الأثرية الغنية من عالم اليونان العتيقة. في الحقيقة، رغم أن الكثير من المعرفة بالفن اليوناني الكلاسيكي يأتي من النسخ الرومانية اللاحقة، فكل الفن اليوناني العتيق الباقي أصلي.
المصادر الأخرى عن الفترة العتيقة هي التقاليد التي سجلها كتاب يونانيون لاحقون مثل هيرودوت. ومع ذلك، فهذه التقاليد ليست جزءًا من أي شكل من أشكال التاريخ المعترف به اليوم. إذ سجل هيرودوت التقاليد التي نقلها سواءً اعتقد أنها دقيقة أم لا. في الحقيقة، لم يسجل هيرودوت أي تواريخ قبل 480 ق.م.

## التطورات السياسية
من الناحية السياسية، شهدت الفترة العتيقة تطور البوليس (أو المدينة - الدولة) بصفتها الوحدة السائدة للتنظيم السياسي. أصبحت العديد من المدن في جميع أنحاء اليونان تحت حكم زعماء أوتوقراطيين (طغاة)، أطلق عليهم «المستبدين». كما شهدت الفترة تطور القانون وأنظمة صنع القرار الجمعي، إذ يعود تاريخ أول دليل على مجموعات القوانين والهياكل الدستورية إلى هذه الفترة. يبدو أنه بحلول نهاية الفترة العتيقة، كانت كلٌ من الدساتير الأثينية والاسبارطية قد تطورت إلى أشكالها الكلاسيكية.

### تطور البوليس (المدينة اليونانية)
شهدت الفترة العتيقة تحضرًا كبيرًا، وتطويرًا لمفهوم البوليس كما استخدم في اليونان الكلاسيكية. بحلول زمن سولون، إن لم يكن قبل ذلك، اكتسبت كلمة «بوليس» معناها الكلاسيكي، ورغم أن ظهور البوليس كمجتمع سياسي كان لا يزال قيد التنفيذ في هذه المرحلة، فإن البوليس كمركز حضري كانت نتاج القرن الثامن. مع ذلك، لم تصبح البوليس هي الشكل السائد للتنظيم الاجتماعي السياسي في جميع أنحاء اليونان في الفترة العتيقة، وفي شمال وغرب البلاد لم تصبح سائدة حتى بعد دخول الفترة الكلاسيكية بفترة.
حدثت عملية تحضر اليونان القديمة والمعروفة ب «السينوسيزم» "synoecism" – وهي اتحاد عدة مستوطنات صغيرة في مركز حضري واحد - في معظم أنحاء اليونان في القرن الثامن ق.م.. بدأت كل من أثينا وأرجوس، على سبيل المثال، التجمع في مستوطنات واحدة في نهاية ذلك القرن. في بعض المستوطنات، أُظهر هذا التوحيد المادي ببناء أسوار دفاعية للمدينة، كما في سميرنا بحلول منتصف القرن الثامن ق.م.، وكورنث بحلول منتصف القرن السابع ق.م.
يبدو أن تطور البوليس كهيكل اجتماعي-سياسي، بدلاً مجرد هيكل جغرافي، يمكن أن يعزى إلى هذا التحضر، وكذلك الزيادة السكانية الكبيرة في القرن الثامن. خلق هذان العاملان حاجة إلى شكل جديد من التنظيم السياسي، إذ سرعان ما أصبحت النظم السياسية الملائمة لبداية الفترة العتيقة غير قابلة للتطبيق.